# Karl Mack von Leiberich
Karl von Mack Leiberich (Nenslingen, Baviera, 24 ou 25 de agosto de 1752 — St. Pölten, Baixa Áustria, 22 de dezembro de 1828) foi um militar austríaco. É conhecido como o comandante do Exército Austríaco que se rendeu para Grande Armée de Napoleão Bonaparte, na Batalha de Ulm em 1805. Historiadores do final do século XX o consideram um dos piores comandantes do Sacro Império Romano-Germânico e do Império Austríaco. Por causa da derrota foi levado a corte marcial e condenado a dois anos de prisão.

## Início de carreira
Em 1770, Mack se juntou a um regimento austríaco de cavalaria, em que seu tio Leiberich era um comandante de esquadrão, tornando-se oficial sete anos depois. Durante a breve Guerra da Sucessão da Baviera, ele foi selecionado para o serviço na pauta do conde Kinsky, com quem posteriormente, com o comandante-em-chefe marechal de campo conde Lacy, fez um excelente trabalho. Foi promovido a primeiro-tenente, em 1778, e capitão da equipe em 1783. Em 1785, casou com Katherine Gabrieul Mack, e recebendo o título de barão com o nome de Mack von Leiberich.
Na Guerra Turca, Mack foi contratado para o quartel-general da campanha, tornando-se em 14 de maio de 1788 o principal assessor de campo pessoal do imperador, e em 1789 promovido a tenente-coronel, destacou-se no ataque a Belgrado. Pouco depois, por divergências entre Mack e Loudon, agora comandante-em-chefe, respondeu a uma corte marcial e teve que se retirar. Tempos depois, guindado a coronel recebeu a Ordem de Maria Teresa, e em 1790, Loudon e Mack, após reconciliação, voltaram  à guerra juntos. Durante essas campanhas, Mack foi ferido gravemente na cabeça, do que nunca se recuperou totalmente. Em 1793, ele foi feito intendente-geral por Josias de Saxe-Coburg, comandante na Holanda, aumentando ainda mais sua fama em ação em 1 de março de 1793. O jovem Charles, arquiduque da Áustria, que ganhou seus próprios louros em ação, escreveu depois da batalha, "Acima de tudo temos de agradecer ao coronel Mack por estes êxitos".

## Guerras revolucionárias francesas
Mack distinguiu-se novamente em Neerwinden e teve um papel de liderança nas negociações entre Josias de Saxe-Coburg e Charles François Dumouriez. Ele continuou a servir como intendente-geral, e foi feito agora chefe titular (Inhaber) de um regimento e em 24 de fevereiro de 1794 foi elevado a major-general e no mesmo ano, foi mais uma vez envolvido em ação, recebendo um ferimento em Famars. Com o fracasso dos aliados, por fatores políticos e militares e de ideais, sobre os quais Mack não tinha controle, somados aos insucessos de março-abril de 1793, que tinham a ele sido imputados, caiu em desgraça. Reabilitado, em 1797 foi promovido a tenente-marechal, e no ano seguinte, ele aceitou, a pedido pessoal do imperador, o comando do exército napolitano. Mas com o equipamento pouco promissor sob seu novo comando, ele não podia fazer frente às tropas revolucionárias francesas, e em pouco tempo, estava em perigo real de ser assassinado por seus próprios homens, refugiando-se no acampamento francês. Foi lhe prometido passe livre para seu próprio país, entretanto, Napoleão ordenou que ele deveria ser enviado à França como prisioneiro de guerra.

## Intervenção na República Romana
A República Romana foi uma das repúblicas "irmãs" filofrancesas e jacobinas proclamadas em seguida às conquistas por Napoleão Bonaparte, logo após a Revolução Francesa.
Em 10 de fevereiro de 1798, as tropas francesas, comandadas por Louis Alexandre Berthier, invadiram a cidade de Roma dando início à ocupação da cidade. O pretexto foi o assassinato de um general da embaixada francesa, Mathurin-Léonard Duphot, ocorrida em 28 de dezembro de 1797, durante um tumulto popular provocado por alguns revolucionários italianos e franceses.
O general Berthier marchou sobre a cidade sem encontrar resistência, ocorrendo o saque dos tesouros de arte do Vaticano. Em 15 de fevereiro de 1798, foi declarado o fim do poder temporal do papa Pio VI e foi proclamada a República Romana, com o modelo francês. Poucos dias depois, em 20 de fevereiro, o Papa foi expulso da cidade. Morreu no exílio na França no ano seguinte. Em 25 de fevereiro, ocorreu uma revolta popular que foi duramente reprimida pelos franceses.
Em 7 de março de 1798, a República Tiberina e a República Anconitana foram anexadas à República Romana. Em 20 de março de 1798 foi promulgada, sob o modelo francês, a constituição da nova república, que previa a eleição de um tribunato de 72 membros e um senado de 32, que teriam o poder legislativo e que designariam cinco cônsules aos quais era delegado o poder executivo. Mas na realidade, os franceses comandavam.
O novo regime foi acolhido friamente pela população romana, que depois de depois de sofrer o saque que acompanhou a tomada da cidade, devia suportar os pesados impostos requeridos pelos dirigentes franceses.
Em 28 de novembro de 1798, a República Romana foi invadida pelo exército napolitano, com 70.000 homens ao comando do general austríaco Karl von Mack apoiados pela frota britânica do almirante Horatio Nelson, que tentava restaurar a autoridade papal. Depois de seis dias, Fernando IV de Nápoles entrou em Roma como conquistador. Mas, em 14 de dezembro do mesmo ano, uma imediata e resoluta contra-ofensiva francesa obrigou os napolitanos a uma retirada. Os franceses entraram em Nápoles em 23 de janeiro de 1799 e instituíram a República Napolitana.
Em 19 de setembro de 1799, os franceses abandonaram Roma, reocupada em 30 de setembro pelos napolitanos, que assim puseram fim à República Romana.

## Guerra da Terceira Coalizão

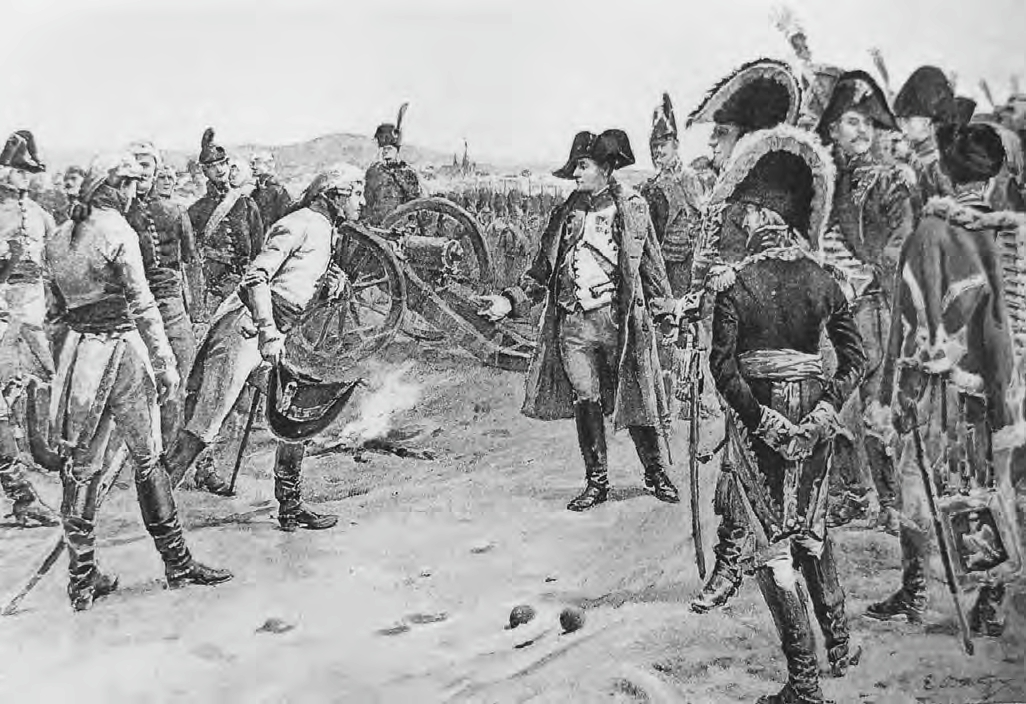
Rendição do general Mack diante de Napoleão, em Ulm, por Paul-Émile Boutigny

O general Mack capitulou com seu exército em Ulm, em 20 de outubro de 1805. Dois anos depois, ele escapou de Paris disfarçado. A alegação de que ele quebrou a condicional é falsa. Ele não foi utilizado por alguns anos, mas em 1804, quando a convenção de guerra no tribunal austríaco precisava de um general para se opor à política de paz do arquiduque Carlos, Mack foi feito intendente-geral do exército, com instruções para se preparar para uma guerra contra a França. Ele fez o possível dentro do curto tempo disponível para a reforma do exército, e no início da guerra de 1805, foi feito intendente-geral pelo comandante-em-chefe na Alemanha, o arquiduque Ferdinando José Carlos, da Áustria-Este. Ele foi o verdadeiro comandante responsável pela oposição ao exército de Napoleão Bonaparte na Baviera, mas suas posições de batalha foram mal-definidas devido ao pouco respeito à sua autoridade pelos oficiais de menor patente. Após a batalha de Austerlitz, Mack foi julgado por uma corte marcial, retirando-se de fevereiro de 1806 até junho de 1807, e condenado a ser privado da sua posição, seu regimento, da Ordem da Maria Teresa, e ainda preso por dois anos. Ele foi libertado em 1808, e em 1819, quando a vitória final dos aliados havia apagado da memória os desastres anteriores, ele foi a pedido do príncipe Schwarzenberg, reintegrado no exército como tenente-marechal e como membro da Ordem de Maria Teresa. Faleceu em St. Pölten, Baixa Áustria.